# Прапор Вітебська
Прапор Вітебська затверджений указом Президента Республіки Білорусь № 277 від 2 червня 2009 року. Являє собою прямокутне полотнище блакитного кольору зі співвідношенням сторін 1:2, у центрі лицьової сторони якого розміщено зображення герба Вітебська.